# Jean-Pierre Raffarin
Jean-Pierre Raffarin (født 3. august 1948 i Poitiers, Frankrig) er en fransk konservativ politiker (UMP), der var Frankrigs premierminister 6. maj 2002 – 31. maj 2005. 
Raffarin er uddannet i jura fra Université Panthéon-Assas Paris II og har også en handelsuddannelse fra École Supérieure de Commerce de Paris. Efter endt uddannelse fik han job indenfor marketing. 
I 1970 blev han aktiv i daværende præsident Valéry Giscard d'Estaings Parti républicain. Han blev valgt til styret i Poitou-Charentes-regionen, hvor han blev borgmester i 1988. Raffarain var efterfølgende medlem af Europa-Parlamentet 1989-1995, handels- og industriminister i Alain Juppés regering maj 1995 – juni 1997 og senator for Vienne siden 1995. Han var en af præsident Jacques Chiracs trofaste støtter fra 1995 – selv om mange i UDF støttede Édouard Balladur. Under sin tid som premierminister gennemførte han flere omstridte og upopulære reformer, bl.a. af landets pensions- og sygesikringsordninger. Han trådte tilbage efter de franske vælgeres afvisning af forfatningstraktaten, men afviste at det skulle være grunden. Meningsmålinger foretaget efter hans tilbagetrækning viste, at han var et landets mindst populære premierministre siden Den Femte Republik blev etableret i 1958.
Jean-Pierre Raffarin blev på premierministerposten efterfulgt af Dominique de Villepin. I dag er han næstformand i partiet UMP.
| Efterfulgte: Lionel Jospin | Frankrigs premierministre 2002–2005 | Efterfulgtes af: Dominique de Villepin |